# McWiz
McWiz regroupe des jeux de société conçus par Bob McDuff et ses associés et distribués par Jeux Alary. Elle était auparavant une compagnie de conception et de distribution se spécialisant dans les jeux éducatifs. 
McWiz a été fondée en 1999 par Bob McDuff et sa conjointe Nicole Girard, dans le but de mieux répondre au marché québécois des jeux questionnaires. Elle était située à Trois-Rivières au Québec et distribuait ses produits en Amérique du Nord. 
La compagnie a été vendue en 2009 à Jeux Alary de Montréal. 

## Quelques jeux édités
- McWiz 2000, 1999
- McWiz Junior De luxe, 2005
- Metamorfo, 2006
- Paris-Beijing, 2006, René Laflèche
- Insecto, 2007
- BrainStonz, 2007, Philippe Trudel
- Question de Hockey II, 2007
- McWiz des Grands, 2008
- Les Glorieux, 2009
- Les grands de la chanson québécoise, 2010